# Pointel
Pointel är en kommun i departementet Orne i regionen Normandie i nordvästra Frankrike. Kommunen ligger i kantonen Briouze som tillhör arrondissementet Argentan. År 2022 hade Pointel 305 invånare.

## Befolkningsutveckling
Antalet invånare i kommunen Pointel
| Referens: INSEE |